# Sandra Don-Arthur
 (août 2024).
Sandra Don-Arthur, née le 22 avril 1980, est une maquilleuse professionnelle et une blogueuse ghanéenne. Elle est la fondatrice et la directrice générale d'Alexiglam Studio, une société ghanéenne de maquillage et de beauté qui propose des services de beauté aux femmes du Ghana.

## Enfance et éducation
Elle est née d'un père architecte ghanéen, Eric George Alexander Don-Arthur et d'une mère russe biochimiste, Natalia Don-Arthur. Elle grandit au Ghana et en Russie avec ses quatre frères et sœurs et est la sœur cadette d'Eric Don-Arthur, candidat parlementaire du Congrès national démocratique pour la circonscription d'Effutu en 2016.